# Остад-Асади, Али Акбар
Али Акбар Остад-Асади (перс. علی‌اکبر استاداسدی‎; 17 сентября 1965 года, Тебриз, Восточный Азербайджан) — иранский футболист и тренер, выступавший на позиции защитника.

## Карьера
В качестве футболиста играл за иранские команды «Машин Сази» и «Зоб Ахан». С 1996 по 1998 годы Остад-Асади вызывался в расположение сборной Ирана. Вместе с ней он в 1996 году становился бронзовым призёром Кубка Азии в ОАЭ и находился в заявке на Чемпионате мира во Франции. После мундиаля защитник за национальную команду не играл. Всего за неё он провел 30 матчей.
После завершения карьеры Остад-Асади стал тренером. Много лет бывший футболист является ассистентом наставника клуба «Гостареш Фулад».

## Достижения
- Бронзовый призёр Кубка Азии: 1996.
- Обладатель Кубка Хазфи: 2003.